# Николај Огарков
Николај Васиљевич Огарков (рус. Николай Васильевич Огарков; Молоково, 30. октобар 1917 — Москва, 23. јануар 1994), је био совјетски официр. Чин маршала Совјетског Савеза је стекао 1977. Између 1977. и 1984. је био начелник генералштаба совјетске армије. На западу је постао познат као представник совјетске војске након обарања Коријан ер лајнс лета 007 код острва Монерон у септембру 1983. Отпустио га је генерални секретар Константин Черњенко 1984. због залагања за смањивање трошења на потрошачка добра и повећање трошења на развој оружја.